# توطئه فامیلی
توطئه فامیلی یک مجموعه تلویزیونی ایرانی به کارگردانی رامبد جوان و محصول سال ١٣۸۹ است.که در نوروز ۹۰ از صدا و سیمای جمهوری اسلامی ایران پخش شد‌.نام قبلی این سریال «عملیات ١٣٥» بوده است و در ١٥ قسمت ٤٥ دقیقه ای ساخته شده است.

## موضوع سریال
رحمانی صاحب شرکتی بزرگ در آستانه مرگ قرار گرفته است. او تصمیم می‌گیرد نیمی از اموالش را به پسر شریک سابقش بدهد و او را مدیر شرکت کند، اما لادن نوه او و پوران عروسش با تصمیم رحمانی مخالف هستند و می‌خواهند به هر نحو ممکن مانع محقق شدن خواسته رحمانی شوند و…

## بازیگران
- امیر جعفری در نقش رامین صیادی/ پویان فهیمی
- جمال اجلالی در نقش آقای رحمانی
- آناهیتا همتی در نقش سمانه سالاری
- فلورا سام در نقش ملیحه، همسر رامین
- سحر دولتشاهی در نقش لادن رحمانی
- مریم امیرجلالی در نقش پوران، مادر لادن
- سعید پورصمیمی در نقش آقای سالاری، پدر سمانه
- گوهر خیراندیش در نقش بی‌بی‌گل، مادر رامین
- کمند امیرسلیمانی در نقش سودابه راسخ، خلافکار
- خسرو احمدی در نقش اصلان
- مرتضی کاظمی در نقش سرگرد شکیبا، افسر تحقیق
- سعید چنگیزیان در نقش تیمور، خلافکار
- مجید مظفری در نقش آقای راسخ، رئیس گروه خلافکار
- خسرو فرخزادی در نقش دکتر طباطبایی
- نادیا دلدار گلچین در نقش فرنگیس، مادر پویا
- رامبد جوان در نقش رضا فهیمی، پدر پویا
- محمدرضا عباس‌نژاد در نقش کاظم، برادر ملیحه
- آزیتا ترکاشوند در نقش شهرزاد فاضلی، خلافکار
- داوود شیرعلی در نقش سروان ستاری
- فرحناز منافی ظاهر در نقش راضیه خانم، همسایه آقای سالاری
- نسرین خسروانی در نقش مریم خانم، همسایه ملیحه
- مانی اتحادی در نقش شهاب، پسر رامین